# Wouldn’t It Be Nice
A Wouldn’t It Be Nice a klasszikus Pet Sounds nagylemez nyitószáma, a The Beach Boys egyik legismertebb dala, Brian Wilson, Tony Asher és Mike Love szerzeménye. A szólóvokált Wilson és Love énekli.
Az Endless Harmony című dokumentumfilmben Brian Wilson így foglalta össze a dal lényegét: "Arról szól, amin minden fiatal keresztülmegy mindenütt a világon… arról az érzésről, hogy milyen jó lenne, ha idősebbek lennénk, ha elmenekülhetnénk és összeházasodhatnánk."
Egy 1996-os interjújában Brian így beszélt a dal születéséről: "Tony és én elképzeltünk egy szituációt. Egy bizonyos vibrációt éreztünk a szívünkben. Zenébe öntöttük ezt az érzést, és igazán elégedettek voltunk az eredménnyel. A "Wouldn’t It Be Nice" nagyon rövid és nagyon élénk dal. A fiatalkor frusztrációiról szól, arról, hogy bizonyos dolgokat nem tehetsz meg, pedig szeretnéd, de még várnod kell rá."
Wilson 1991-es önéletrajzának is a Wouldn’t It Be Nice címet adta.

## Részletek
- Szerzők: Brian Wilson/Tony Asher/Mike Love
- Album: Pet Sounds
- Hossz: 2:22
- Producer: Brian Wilson
- Instrumentális felvételek: 1966. január 22., Gold Star Studios, Hollywood, Kalifornia. Hangmérnök: Larry Levine.
- Vokálfelvételek: 1966 március–április, Columbia Studios, Hollywood, Kalifornia. Hangmérnök: Ralph Balantin.
- Kislemez: 1966. július 18., Capitol 5706. 1966. július 30-án került fel a Billboard kislemezlistájára, 11 hetet töltött a listán, legmagasabb helyezése a 8. volt, amelyet szeptember 17-én ért el. A dal eredetileg a "God Only Knows" B-oldalaként jelent meg, a rádiós programszerkesztők mégis ezt játszották gyakrabban, s nem az isten szó használata miatt "rizikósnak" ítélt "God Only Knows"-t.

### Zenészek
- Brian Wilson: szólóvokál
- Mike Love: szólóvokál
- Hal Blaine: dob
- Frank Capp: harangjáték, üstdob, ütősök
- Lyle Ritz: basszusgitár
- Carol Kaye: basszusgitár
- Jerry Cole: gitár
- Bill Pitman: gitár
- Barney Kessel: mandolin
- Ray Pohlman: mandolin
- Al de Lory: zongora
- Larry Knechtel: orgona
- Carl Fortina: harmonika
- Frank Marocco: harmonika
- Steve Douglas: szaxofon
- Plas Johnson: szaxofon
- Jay Migliori: szaxofon
- Roy Caton: trombita

## Külső hivatkozások
- "Wouldn’t It Be Nice" videóklip
- A Beach Boys tagjai beszélnek a "Wouldn’t It Be Nice"-ról (részlet a 2006-os Pet Sounds Podcast Series-ből)[halott link]
- A "Wouldn’t It Be Nice" a Pitchfork Media A hatvanas évek 200 legjobb dala listáján (7. helyezett)